# Diemenomyia bulbosa
Diemenomyia bulbosa là một loài ruồi trong họ Limoniidae. Chúng phân bố ở miền Australasia.